# Валя-Норокулуй
Валя-Норокулуй (рум. Valea Norocului) — село в Сынжерейском районе Молдавии. Наряду с селом Изворы входит в состав коммуны Изворы.

## География
Село расположено на высоте 144 метров над уровнем моря.

## Население
По данным переписи населения 2004 года, в селе Валя Норокулуй проживает 493 человека (261 мужчина, 232 женщины).
Этнический состав села:
| Национальность | Число жителей | Процентный состав |
| -------------- | ------------- | ----------------- |
| молдаване      | 302           | 61.26             |
| украинцы       | 118           | 23.94             |
| русские        | 68            | 13.79             |
| поляки         | 1             | 0.2               |
| гагаузы        | 1             | 0.2               |
| евреи          | 1             | 0.2               |
| прочие         | 2             | 0.41              |
| Всего          | 493           | 100%              |